# Ayrton Senna
Ayrton Senna da Silva (San Paolo, 21 marzo 1960 – Bologna, 1º maggio 1994) è stato un pilota automobilistico brasiliano, tre volte campione del mondo di Formula 1 con la McLaren (1988, 1990 e 1991).
Soprannominato Beco in gioventù ed in seguito Magic, è considerato uno dei più grandi piloti di tutti i tempi, nonché una delle figure più rappresentative della Formula 1 e dell'automobilismo in generale; È inoltre citato come un eroe nazionale nel suo paese.
Pilota completo sotto ogni aspetto, dalla messa a punto alla gestione delle gomme, seppe distinguersi nel corso della carriera soprattutto per la guida sul bagnato e la velocità in qualifica, caratteristica, quest'ultima, che gli consentì di detenere il record di pole position (65) dal 1989 al 2006.
Abile in particolare nei circuiti cittadini, detiene il record di vittorie sul prestigioso circuito di Monte Carlo, sei, di cui cinque consecutive fra il 1989 e il 1993. Complessivamente, con 41 Gran Premi vinti, risulta essere il sesto pilota più vincente nella storia della Formula 1.
La sua carriera nella massima categoria automobilistica, iniziata nel 1984 al volante della Toleman, venne contraddistinta dal dualismo con Alain Prost, suo compagno in McLaren nel biennio 1988-1989; tale rivalità è considerata come una delle più intense e accese della storia della Formula 1, nonché dello sport in generale.
Morì a seguito delle ferite riportate in un incidente occorso alla curva del Tamburello nel circuito di Imola, durante il Gran Premio di San Marino del 1994.

## Biografia

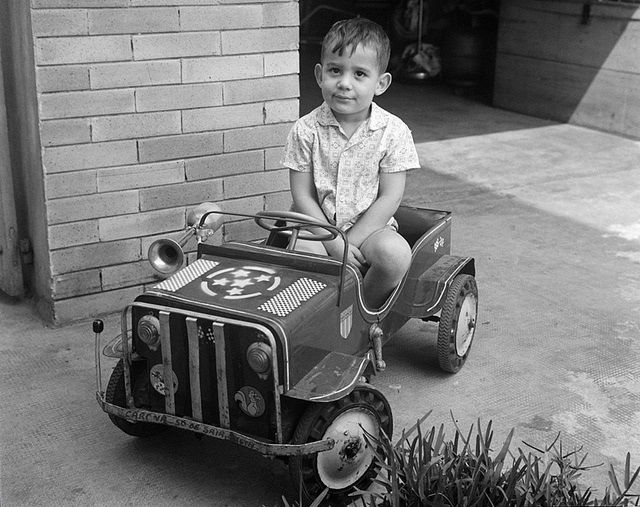
Senna a 3 anni

Ayrton Senna da Silva nacque a San Paolo, Brasile, il 21 marzo 1960 in una famiglia di agiate condizioni economiche, da Milton da Silva (1927-2021), brasiliano di madre spagnola, imprenditore e proprietario di diverse fabbriche e Neide Johanna Senna (1935), brasiliana di origini italiane; i nonni materni di Neide, Raffaele Di Santoro e Maria Servilia Di Santoro (fra loro cugini) erano originari di Porcari in provincia di Lucca, la nonna paterna di Neide, Giovanna Magro proveniva da Siculiana in provincia di Agrigento, il nonno paterno di Neide, Luigi Sena era di Scisciano in provincia di Napoli. Ayrton aveva una sorella maggiore, Viviane (1957), madre di Bruno (anch'egli pilota), e un fratello più piccolo, Leonardo (1966).
Si diplomò presso il Colegio Rio Branco.

## Carriera
(Ayrton Senna)

### Gli inizi

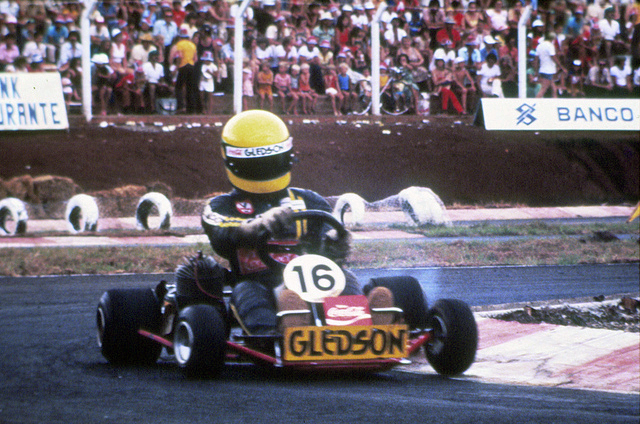
Senna alla guida di un kart nel 1973

Senna ebbe la possibilità di avvicinarsi precocemente al mondo dell'automobilismo, cominciando nel 1973 a gareggiare nei kart a tredici anni con un Parilla 100 cm³ a Interlagos grazie al primo istruttore Lucio Pascual (detto Tsche), vincendo all'esordio e conquistando nello stesso anno il Campionato Junior.
Nel 1977 e nel 1978 vinse il Campionato Sudamericano di categoria e dal 1978 per quattro volte consecutive quello brasiliano. Sbarcato in Italia, a Milano, in rappresentanza della Dap fu protagonista dei campionati mondiali del 1979 e del 1980, sfiorando entrambe le volte il titolo. Nel novembre 1980 Ayrton si trasferì in Gran Bretagna.

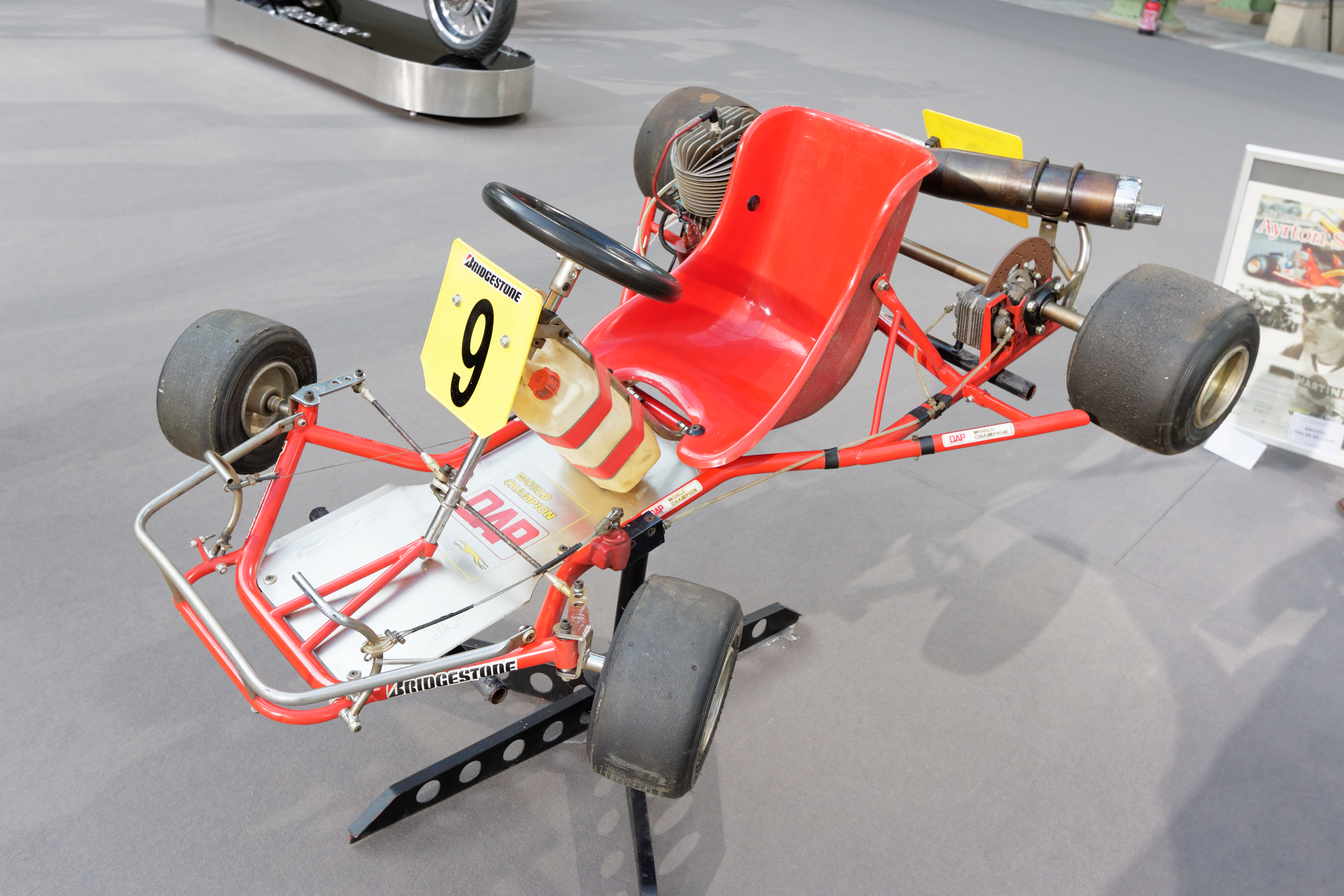
Uno dei go-kart utilizzati da Senna durante i campionati mondiali

Conosceva già Chico Serra, che viveva nell'isola da tre anni e conosceva l'inglese. Serra presentò il giovane pilota a Ralph Firman, proprietario della scuderia Van Diemen e, dopo un test, riuscì ad ottenere un ingaggio. Senna prese casa con la moglie a Norwich, nel Norfolk.
Nel 1981 esordì in Formula Ford 1600, disputando il campionato britannico RAC e il Townsend-Thoresen e vincendoli entrambi con 12 vittorie, 3 pole e 10 giri veloci su 19 gare.
L'anno seguente passò alla Formula Ford 2000, disputando sia il campionato britannico Pace British sia l'Europeo EFDA e vincendoli entrambi con 21 vittorie, 15 pole e 22 giri veloci su 29 gare. A fine stagione esordì nell'ultima prova del difficile Campionato Britannico di Formula 3 conquistando pole, vittoria e giro più veloce.
Nel 1983 gareggiò nel Campionato Britannico F3 con una Ralt-Toyota del team West Surrey Racing e lo vinse con 12 vittorie, 15 pole e 13 giri veloci su 20 gare.
La conquista di questo titolo fu molto particolare: il pilota paulista dominò la prima parte del campionato aggiudicandosi le prime nove gare, ma in seguito collezionò numerosi ritiri che permisero al rivale Martin Brundle di recuperarlo in classifica; all'ultima gara Brundle aveva un punto di vantaggio ed Ayrton, obbligato al successo, mise in atto uno stratagemma molto rischioso per guadagnare grande margine sull'avversario già nei primi giri, coprendo il radiatore dell'olio del suo motore con del nastro adesivo. Il piano si rivelò efficace, ma come conseguenza il motore andò in surriscaldamento; Ayrton alla fine riuscì a rimuovere in tempo il nastro adesivo dopo aver allentato le cinture di sicurezza, difendendo la testa della corsa dall'inglese e vincendo gara e campionato.

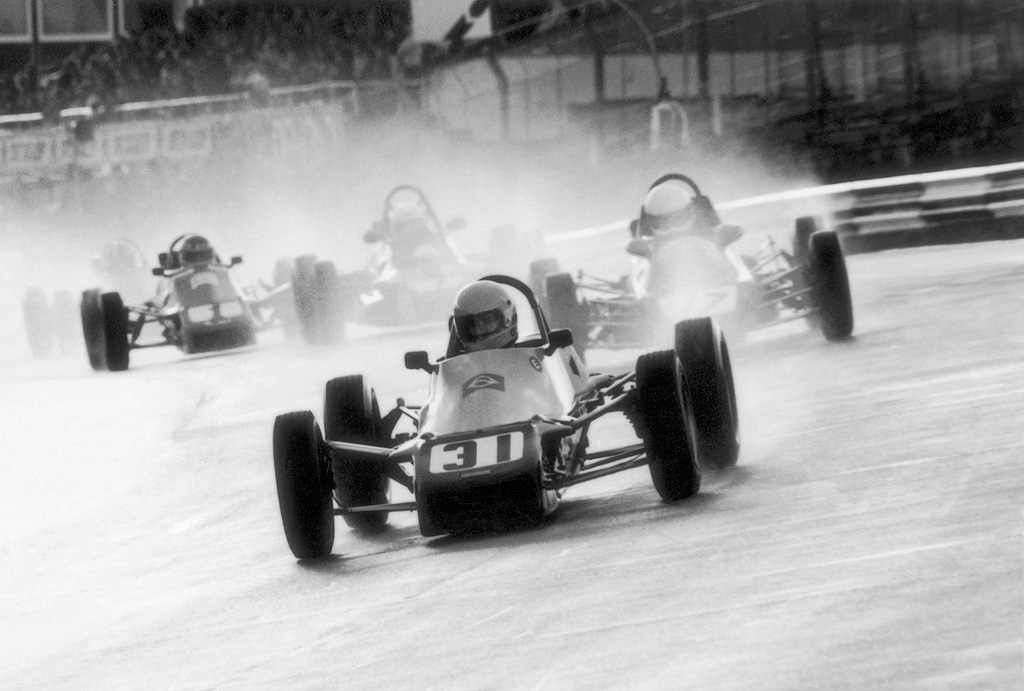
Senna impegnato in Formula Ford nel 1981

A fine stagione partecipò alla prestigiosa gara internazionale di F3 di Macao nella quale si confrontano tutti i più forti piloti della categoria. Partì dalla pole, dominò entrambe le manche e segnò il giro veloce.
È di quest'anno la decisione di adottare il cognome materno Senna, meno comune del Da Silva usato sino all'anno precedente.

### Formula 1

#### I test e il debutto con la Toleman (1983-1984)
Nel corso del 1983 Senna svolse i primi test su vetture di Formula 1. Dopo aver svolto una giornata di prove alla guida di una Williams FW08C messagli a disposizione da Frank Williams per curiosità personale, partecipò insieme a Martin Brundle e Stefan Bellof a una sessione di prove organizzata dalla McLaren sul circuito di Silverstone, risultando il più veloce dei tre.
Già dal mese di giugno, però, Senna intratteneva stretti contatti con Bernie Ecclestone, patron della Brabham, che aveva individuato nel brasiliano il profilo ideale per sostituire Riccardo Patrese che sarebbe passato all'Alfa Romeo per la stagione successiva.
Nel novembre 1983 il giovane brasiliano svolse anche un test a Le Castellet a bordo di una BT52B, in cui tuttavia non entusiasmò; inoltre il suo possibile ingaggio in Brabham venne bloccato dalla Parmalat, sponsor principale della scuderia, che voleva un pilota italiano come seconda guida.
Senna dovette allora accettare la proposta di Alex Hawkridge della Toleman, che gli offrì un contratto da 100.000 sterline.
Esordì quindi in Formula 1 nel 1984, al Gran Premio del Brasile.

##### 1984

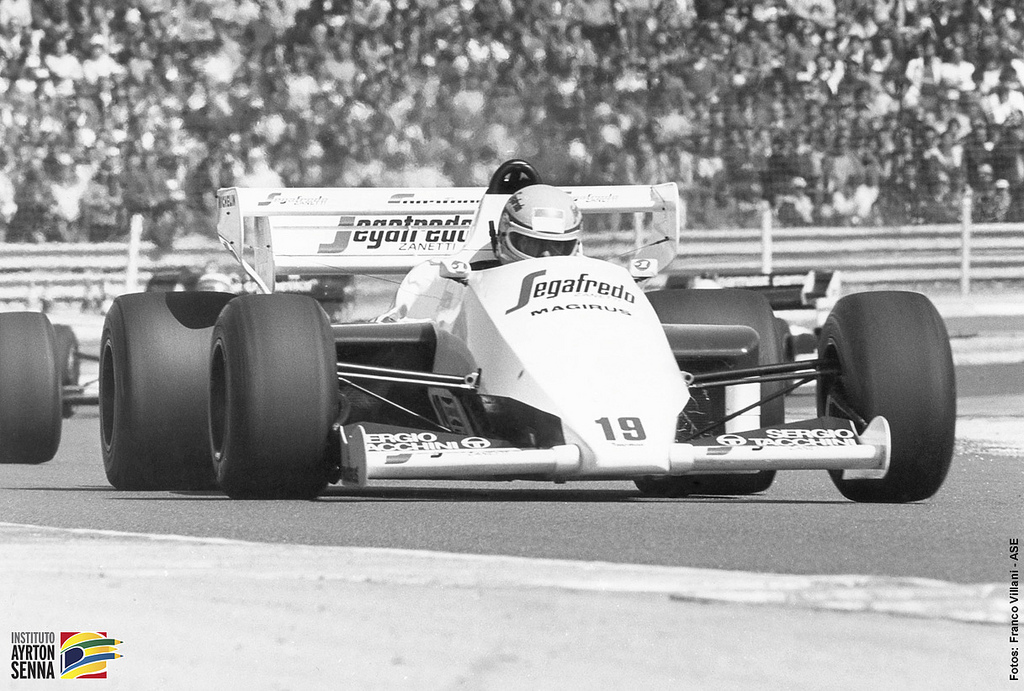
Senna alla guida della sua Toleman nel

L'inizio stagione si presentò comunque complicato per il team inglese; la nuova TG184 non era ancora pronta e gli pneumatici Pirelli avevano una resa inferiore rispetto ai Michelin e ai Goodyear.
Nonostante ciò, Senna riuscì a mettersi in mostra conquistando due sesti posti in Sudafrica e Belgio, quest'ultimo ottenuto in seguito alla squalifica delle Tyrrell dopo i fatti di Detroit. Fallì però la qualificazione, per la prima e unica volta in carriera, a Imola in seguito a un duro scontro tra Toleman e Pirelli che gli impedì di scendere in pista il venerdì.
Il passaggio agli pneumatici Michelin e il debutto della TG184 segnarono un primo miglioramento nella competitività della squadra.
Lo stesso Senna, nelle gare successive diede subito prova di un talento eccezionale, cogliendo per la piccola scuderia inglese risultati mai registrati prima: su tutti il clamoroso secondo posto nel Gran Premio di Monaco, disputatosi sotto il diluvio.

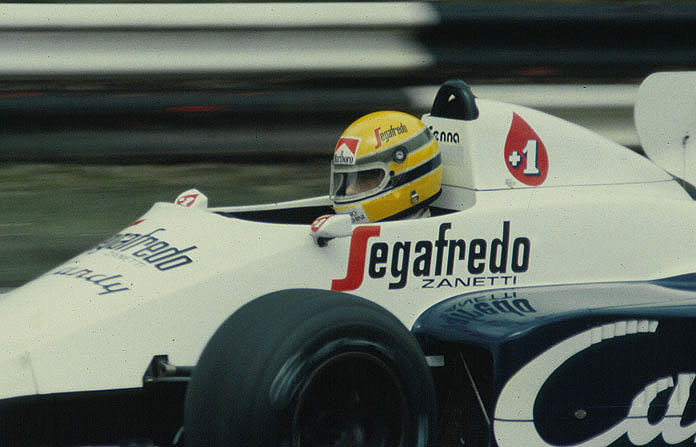
Senna con la sua Toleman al Gran Premio di Gran Bretagna, concluso al terzo posto

Senna, partito tredicesimo, riuscì nel corso della gara a recuperare diverse posizioni, fino a portarsi al secondo posto subito dietro al battistrada Alain Prost su McLaren, a cui stava recuperando tra i quattro e i sei secondi al giro. Al trentunesimo passaggio, il direttore di gara Jacky Ickx interruppe la corsa per l'enorme quantità di acqua che rendeva impraticabile la pista, negando a Senna una vittoria che ai più sembrava sicura.
D'altro canto, la vittoria di un debuttante su una monoposto di gran lunga inferiore alle vetture di vertice avrebbe potuto alterare la lotta per il mondiale, che sembrava già riservata ai grandi team. Il duello con Prost questa volta mancò, ma Senna e Prost ebbero modo di confrontarsi più volte negli anni successivi, fomentando un'accesa rivalità.
Nelle gare successive ottenne un altro podio giungendo terzo a Brands Hatch, ma fu anche costretto a diversi ritiri dovuti a guasti tecnici. In occasione del Gran Premio d'Olanda, la Lotus annunciò l'ingaggio di Senna a partire dalla stagione successiva con un accordo triennale.
Il comunicato colse di sorpresa sia la Toleman sia lo stesso Senna, che non era stato preavvisato. Hawkridge, irritato per non essere stato informato dal suo pilota dell'intenzione di rescindere il contratto, decise di appiedare il brasiliano che saltò quindi il Gran Premio d'Italia.
Tornato in squadra per le ultime due gare, colse l'ultimo podio stagionale in Portogallo dopo essersi qualificato al terzo posto grazie anche all'ottima resa delle gomme da qualifica.
Chiuse il Campionato al 9º posto con tredici punti conquistati.

#### Gli anni alla Lotus

##### 1985

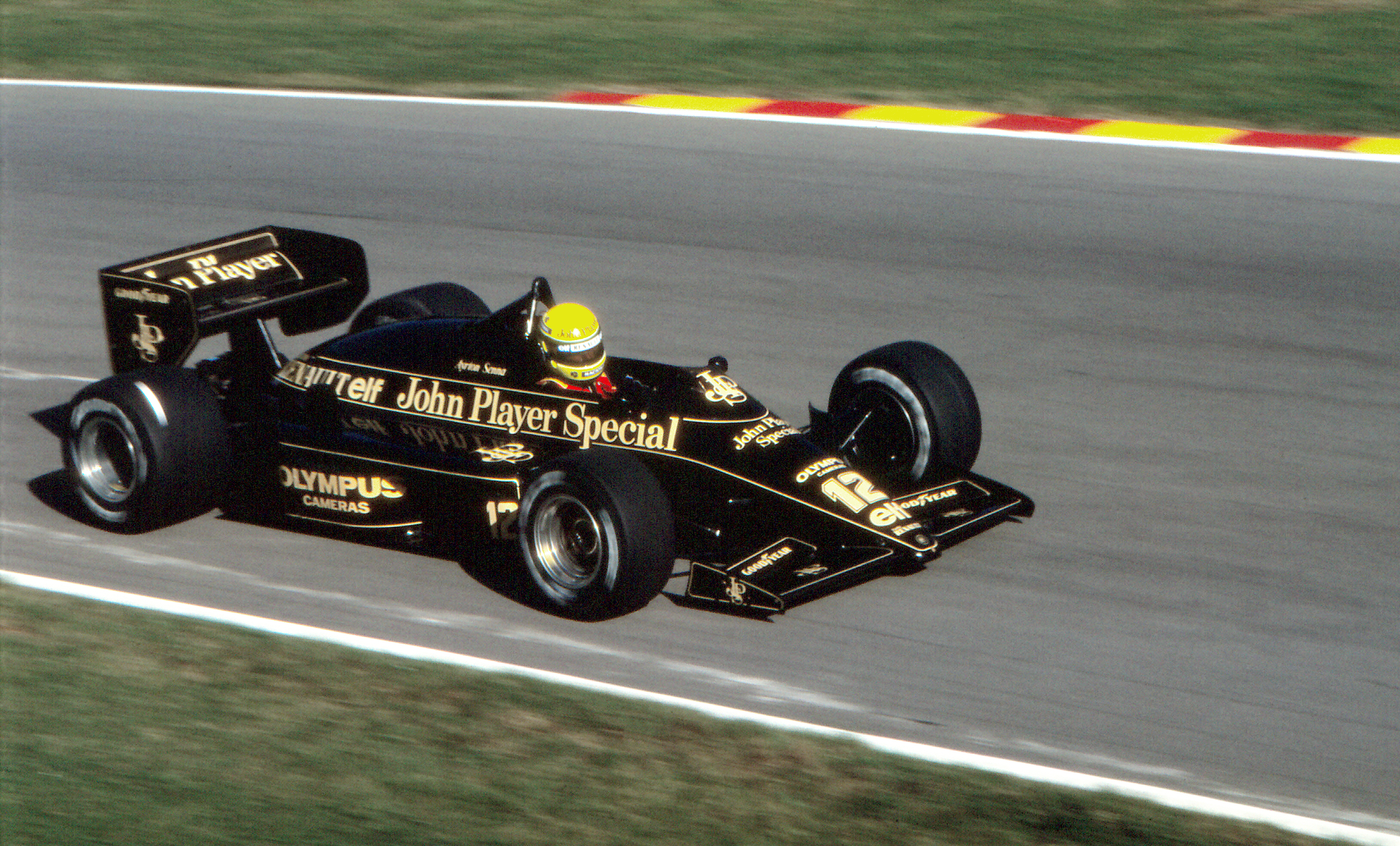
Senna al Gran Premio d'Europa 1985

Nel 1985 Senna passò alla Lotus, dove trovò come compagno di squadra il pilota Italiano Elio De Angelis.
Entrambi erano considerate prime guide e potevano usufruire in partenza degli stessi materiali. La conoscenza della nuova monoposto per Senna fu però rallentata da un problema di salute che lo tenne lontano dalle piste per tutto l'inverno, consentendogli di eseguire le prime prove solo poche settimane prima dell'inizio del mondiale. Dopo un ritiro all'esordio in Brasile, sul circuito portoghese dell'Estoril, teatro del secondo appuntamento stagionale, Senna ottenne la sua prima vittoria in Formula 1, in una gara caratterizzata dalla pioggia torrenziale. La gara portoghese mostrò nuovamente, dopo il Gran Premio di Monaco dell'anno precedente, l'abilità del brasiliano sul bagnato. Senna infatti, (partito dalla pole position per la prima volta in carriera) vinse il gran premio con oltre un minuto di vantaggio su Michele Alboreto, doppiando tutti gli altri piloti arrivati al traguardo, compreso il terzo classificato Patrick Tambay. Senna non riuscì a ripetersi due settimane più tardi a Imola, dove, dopo essere stato in testa per tutta la gara, fu costretto a cedere il comando a pochi giri dal termine dopo aver finito la benzina.
Dopo questo brillante inizio di stagione, il brasiliano incappò in una serie di risultati negativi dovuti alla scarsa affidabilità della Lotus, ma riuscì comunque a mettersi in luce in qualifica, conquistando diverse pole position, compresa quella sullo storico tracciato di Monte Carlo. Proprio sulla pista monegasca, la determinazione e la grinta del brasiliano fecero infuriare piloti ben più esperti del calibro di Lauda e Alboreto, che accusarono Senna di ostacolare gli avversari nei loro giri di qualificazione, con il fine di mantenere la pole position, fondamentale in un tracciato cittadino come quello di Monaco. Il pilota brasiliano, dopo una prima parte di stagione non facile, riuscì a raddrizzare il campionato cogliendo quattro podi (Austria, Olanda, Italia e Gran Bretagna) e la seconda vittoria in carriera, ottenuta sul tracciato belga di Spa-Francorchamps, nuovamente in condizioni di bagnato. Senna concluse il campionato in quarta posizione con 38 punti, cinque in più del compagno de Angelis.

##### 1986

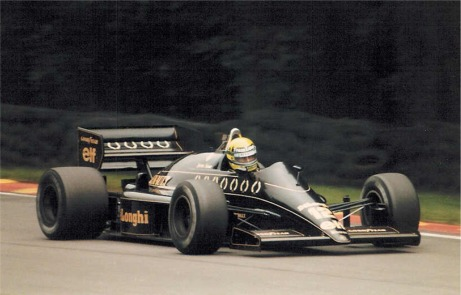
Senna alla guida della sua Lotus nel

L'anno seguente Senna si ritrovò come compagno di squadra l'ex test driver della Ferrari Dumfries. L'arrivo del pilota scozzese fu preceduto da molteplici trattative. Senna spinse molto per avere come compagno il connazionale Maurício Gugelmin, ma lo sponsor del Team Lotus, la John Player & Sons, insistette per l'acquisto di un pilota britannico.
Il candidato favorito sembrò essere Derek Warwick, sostenuto anche dalla stampa inglese, ma Senna pose il suo veto onde evitare che gli sforzi e gli sviluppi della squadra si disperdessero su due piloti e non venisse rispettato l'accordo che lo voleva prima guida. Il campionato iniziò molto bene, con un podio ed una vittoria nelle prime due gare; un secondo posto in Brasile, dietro al connazionale Piquet e l'incredibile successo a Jerez de la Frontera, in volata su Nigel Mansell, con un vantaggio di soli 14 millesimi. Con questo successo Senna prese la testa della classifica per la prima volta, ma con l'avanzare della stagione la superiorità tecnica di Williams e McLaren prese il sopravvento, con Piquet e Mansell in lotta per il titolo con il campione in carica Alain Prost. Nonostante ciò, il bottino di Senna a fine stagione era estremamente positivo: otto pole position, otto podi, una seconda vittoria, sul circuito cittadino di Detroit e, per il secondo anno di fila il quarto posto in classifica generale, dietro a Prost, campione per il secondo anno consecutivo e al duo Williams Mansell – Piquet.

##### 1987

Senna al suo terzo anno in Lotus

Nel 1987, dopo il ritiro dalle corse della Renault, la Lotus trovò un accordo per la fornitura dei motori con la Honda. L'accordo prevedeva che alla casa inglese fossero forniti i propulsori di penultima generazione, lasciando alla sola Williams i più moderni RA167E. Senna, in Lotus per il terzo anno consecutivo, venne affiancato dal debuttante Satoru Nakajima, ingaggiato grazie all'appoggio della casa motoristica nipponica. Per questa stagione, la Lotus mise a disposizione dei suoi piloti il modello 99T dotato del rivoluzionario sistema di sospensioni attive; tale sistema permetteva di mantenere sempre l'altezza ideale da terra della monoposto, garantendo flussi aerodinamici migliori, in particolare sui circuiti che avevano un fondo sconnesso, ma assorbiva una parte della potenza del motore e rendeva più complicato per il pilota capire il limite della vettura stessa. Lo stesso Senna si rivelò però molto ottimista sul buon funzionamento dell'innovazione introdotta dal team.
L'inizio di stagione fu però caratterizzato da fortune alterne: dopo un ottimo podio al Gran Premio di San Marino, a Spa, terza prova del mondiale, Senna fu protagonista di un controverso contatto con Mansell, il quale, rientrato ai box, corse verso il garage Lotus per fare i conti con il brasiliano, a suo dire responsabile della collisione; la rissa tra i due fu inevitabile. All'episodio del Belgio seguirono due vittorie, a Monaco - la prima di un incredibile record di sei vittorie - e, per il secondo anno consecutivo, sul tracciato cittadino di Detroit.

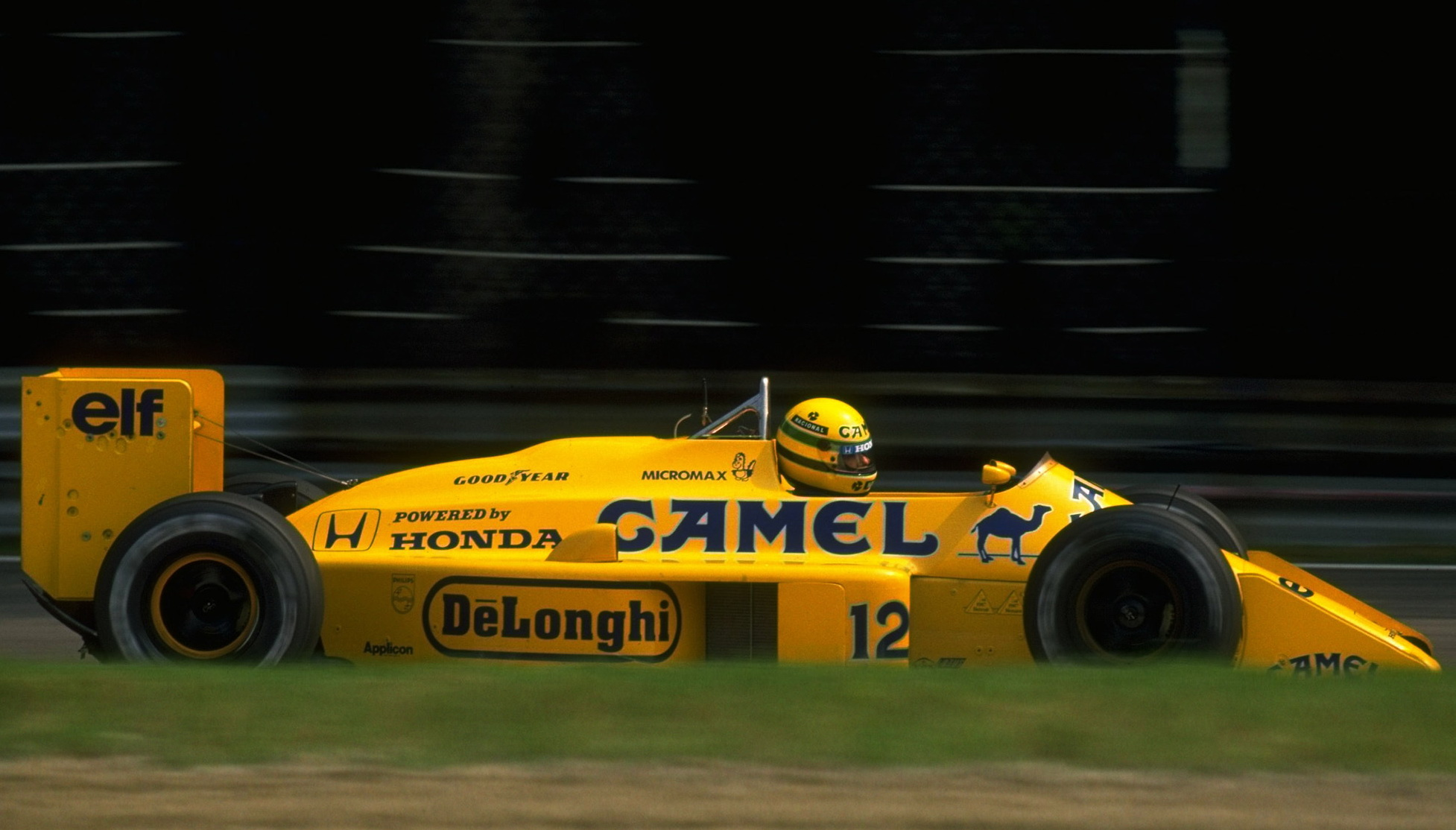
Senna con la Lotus 99T al Gran Premio d'Italia 1987

Senna, nonostante il notevole divario tecnico con la Williams, riuscì a sopperire alle difficoltà, restando in lotta per il mondiale per gran parte della stagione, ma la superiorità del team di Frank Williams divenne evidente con l'avanzare del campionato, con Mansell e Piquet in lotta per il titolo. A Monza, nel frattempo, venne annunciato il passaggio di Senna alla McLaren, come compagno del due volte campione del mondo Alain Prost. Nonostante questo annuncio, Senna riuscì a finire in maniera convincente la stagione, cogliendo il podio in Giappone e nell'ultimo appuntamento in Australia, ad Adelaide, dove però fu squalificato al termine della gara a causa di un'irregolarità tecnica riscontrata sulla sua vettura. Concluse la stagione al terzo posto in classifica generale, dietro a Piquet, laureatosi campione per la terza volta in carriera, e Mansell.

#### I titoli iridati con la McLaren

##### 1988

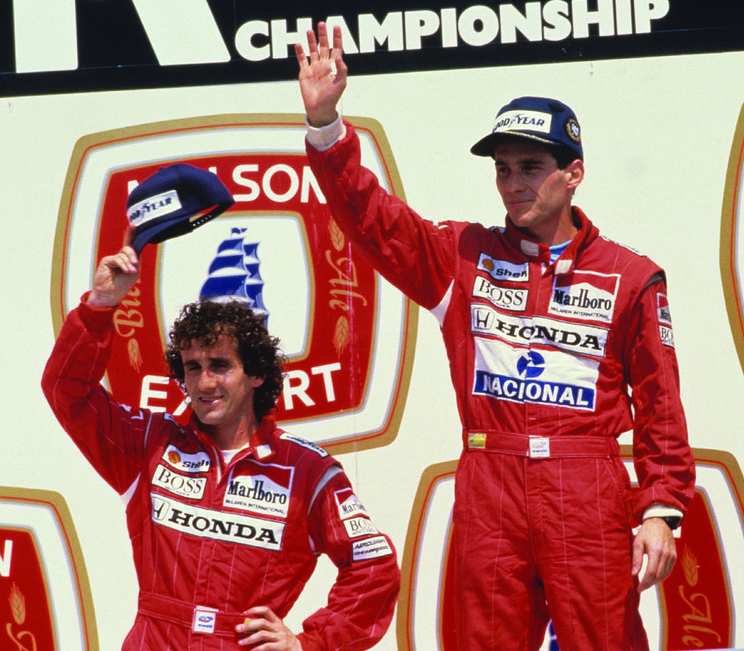
Senna sul gradino più alto del podio, davanti al compagno di squadra Prost, al termine del Gran Premio del Canada 1988. La stagione segnò l'inizio della rivalità in pista tra il brasiliano e il francese.

Firmato un nuovo contratto triennale, in McLaren Senna trovò come compagno di squadra il “professore” Prost, con cui iniziò una rivalità destinata a segnare la storia della Formula 1. La netta superiorità tecnica della McLaren MP4/4, motorizzata Honda, consentì ai due piloti di dominare il campionato, aggiudicandosi 15 delle 16 gare in programma e riducendo di fatto il mondiale a una lunga lotta tra di loro. L'inizio di stagione del brasiliano fu però altalenante.
Alla squalifica nel GP di casa in Brasile (a causa dell'utilizzo del muletto, azione vietata dal regolamento di allora) seguì il ritiro nel GP di Monaco a poche tornate dalla fine; in testa con un vantaggio di 55 secondi, il pilota paulista andò a sbattere all'uscita della curva del Portier, regalando a Prost una vittoria ormai certa. Nelle otto gare seguenti, tuttavia, Senna inanellò una striscia positiva di sei vittorie e due secondi posti, portandosi in testa alla classifica con un vantaggio di pochi punti sul rivale. La battaglia tra i due, sempre più accesa, raggiunse il suo apice al Gran Premio del Portogallo, dove Senna spinse il compagno contro il muretto dei box nel tentativo di mantenere la testa della corsa. Ciò nonostante il Francese riuscì a portare a termine la manovra, sorpassando Senna e involandosi verso la vittoria.

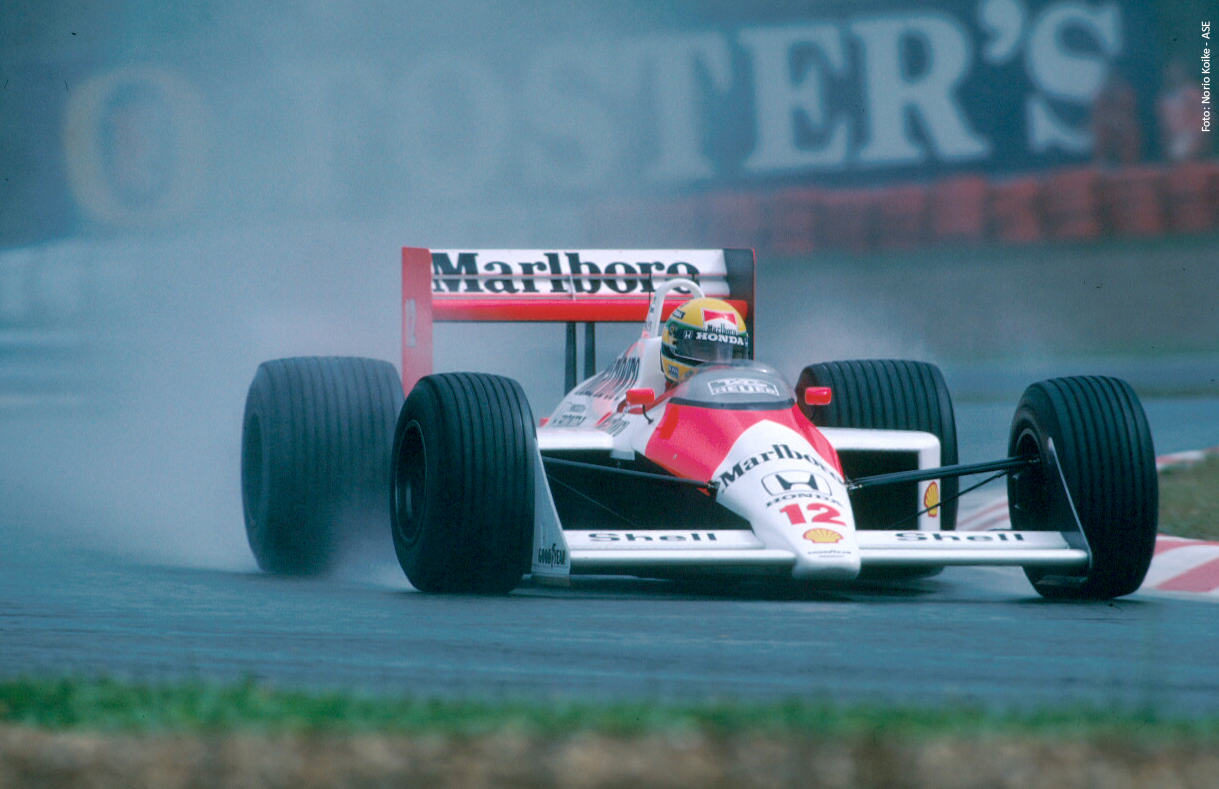
Senna in azione sotto la pioggia sul circuito di Silverstone

A fine gara, interrogato sull'accaduto, Prost criticò ampiamente la manovra, accusando il compagno di aver messo a repentaglio la gara di entrambi. Il campionato si decise alla penultima gara a Suzuka. A causa della regola degli scarti, a Senna bastava una vittoria per diventare campione. In qualifica il brasiliano ottenne la dodicesima pole position stagionale, ma questa fu vanificata da un'esitazione in partenza, a causa dell'improvviso spegnimento del motore, che lo fece scivolare a metà gruppo. Nonostante ciò, non si arrese, e si lanciò in un'impressionante rimonta nei confronti del compagno che si concretizzò con un sorpasso sul rettilineo del traguardo al 28º passaggio. Con questo trionfo Senna si laureò matematicamente campione del mondo per la prima volta in carriera, con un bottino stagionale di 8 vittorie (e ben 13 pole position) a discapito delle 7 del compagno.

##### 1989

Senna (al centro), appena sceso dalla sua McLaren MP4/5 (a destra), discute con Prost (a sinistra) al termine del Gran Premio di San Marino 1989, dopo avere disatteso al patto siglato in precedenza ai box tra i due circa il non attaccarsi durante il primo giro dalla ripartenza: l'episodio, passato alla storia come "la guerra della Tosa" (dal nome della curva teatro del fatto), fece divampare la loro rivalità.

Il 1989 iniziò sulla falsariga dell'anno precedente, con un dominio incontrastato della scuderia inglese e con Senna protagonista di tre vittorie nelle prime quattro gare. Al Gran Premio di San Marino, seconda prova del mondiale, la rivalità con Prost esplose definitivamente. La sospensione della gara in seguito al violento incidente di Berger al Tamburello (nel quale l'Austriaco riportò delle ustioni alle mani) comportò l'organizzazione di una seconda procedura di partenza; Prost scattò meglio, portandosi in testa, ma Senna lo passò poche curve dopo non rispettando un accordo preso prima del via.
A questo punto, Senna si involò verso la vittoria, con Prost incapace di avvicinarsi; a fine gara i due si scambiarono accuse reciproche, con il francese che arrivò addirittura a minacciare la squadra di non correre il seguente Gran Premio se il brasiliano non si fosse scusato. Nelle gare successive però, Senna fu fermato da varie rotture meccaniche che permisero al compagno di prendere la testa del campionato con un buon margine. A tre gare dalla fine il brasiliano era distanziato di ben ventiquattro lunghezze. La matematica lo costringeva a vincere tutte le gare rimanenti per confermarsi campione del mondo. Senna vinse in Spagna, dove dominò la gara dalla partenza all'arrivo, precedendo sul traguardo Berger e Prost. Mancavano due gare: Giappone e Australia.
Lo scontro per il titolo iridato giunse al punto di maggiore tensione al Gran Premio del Giappone. Senna, partito in pole position, fu sopravanzato da Prost al via. Il Francese guadagnò un margine di circa 5 secondi, ma poi il compagno cominciò a recuperare terreno, mettendosi in scia. Al 46º giro, nel disperato tentativo di mantenere vive le chance iridate, Senna tentò un attacco alla Casio Triangle, ma Prost chiuse la traiettoria e i due si agganciarono, terminando la loro corsa nella via di fuga. Il Francese, sicuro di aver conquistato il titolo, scese dalla vettura, mentre Senna rimase al volante e con l'aiuto dei commissari riuscì a ripartire.

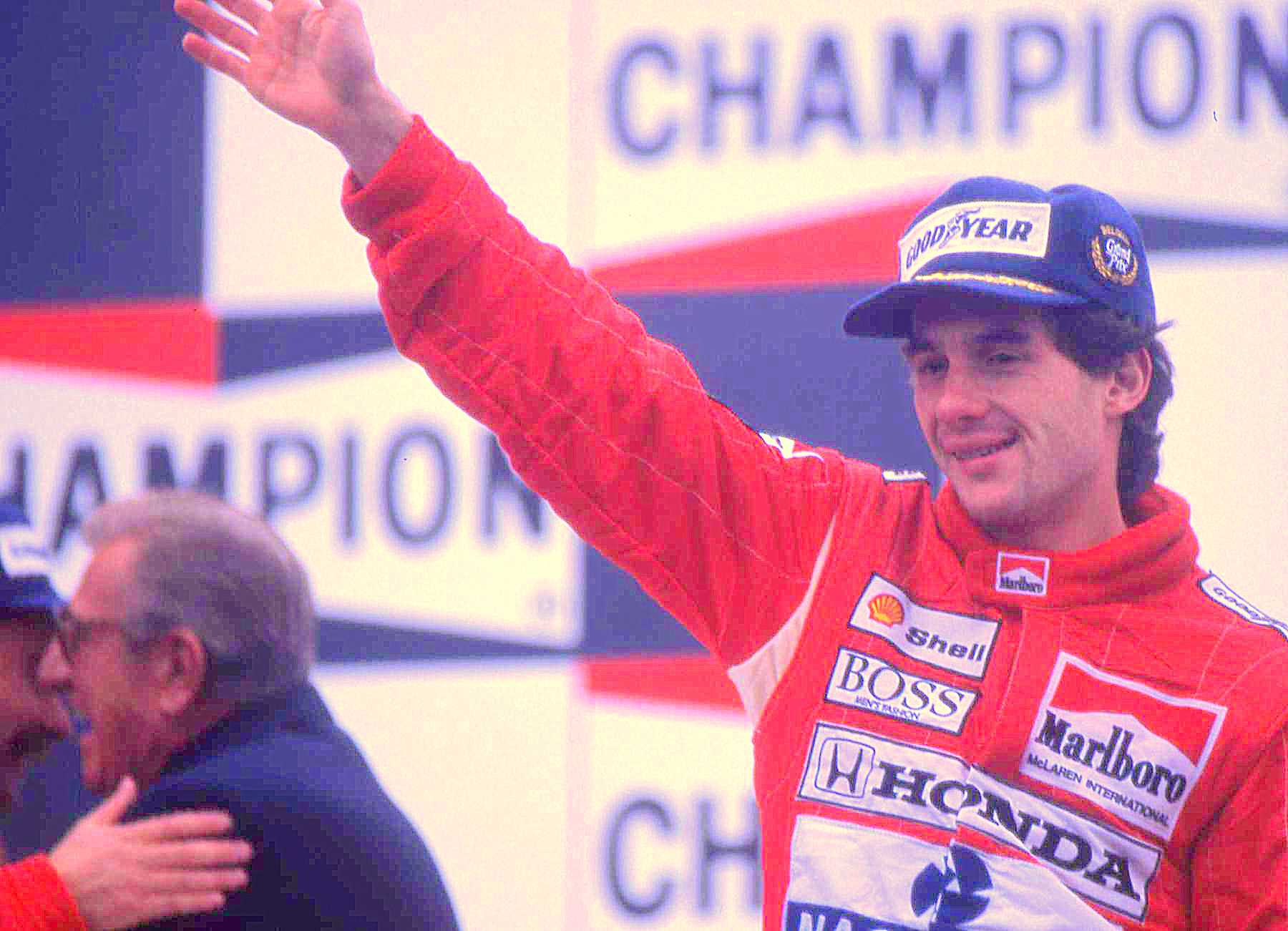
Senna festeggia la vittoria nel Gran Premio del Belgio 1989

La sua vettura aveva il musetto danneggiato e il Brasiliano fu costretto a tornare ai box per sostituirlo. Rientrato in pista alle spalle di Alessandro Nannini, rimontò velocemente e al 51º passaggio lo sopravanzò con una manovra analoga a quella tentata su Prost, conquistando la vittoria. Subito dopo la gara, però, Senna fu squalificato per avere tratto vantaggio dalla spinta dei commissari, rientrando in pista attraverso la via di fuga della chicane anziché percorrendo la medesima. Alain Prost diventava così campione del Mondo per la terza volta in carriera, mentre la vittoria veniva assegnata ad Alessandro Nannini, che poteva così fregiarsi della sua prima (e unica) affermazione in Formula 1.
L'episodio di Suzuka diede avvio a un mare di polemiche tra Senna e il Presidente della FISA Jean-Marie Balestre che si trascinò per tutto l'inverno. La McLaren, con Prost in procinto di passare alla Ferrari, prese le difese del brasiliano, presentando ricorso contro la decisione dei commissari al tribunale d'appello. Questo fu respinto, con Senna che anzi fu accusato, nella sentenza del 31 ottobre 1989, di essere pericoloso per l'incolumità degli altri piloti, in riferimento ad altri episodi controversi in cui il pilota era stato coinvolto nelle ultime due stagioni, vedendosi infliggere inoltre una multa di 100 000 dollari. Senna, profondamente rattristato e scoraggiato, considerò il ritiro dalle corse, accusando la federazione di aver manipolato l'esito del campionato. A seguito di queste dichiarazioni, la federazione rispose con la sospensione, per sei mesi, della superlicenza necessaria per correre.

##### 1990

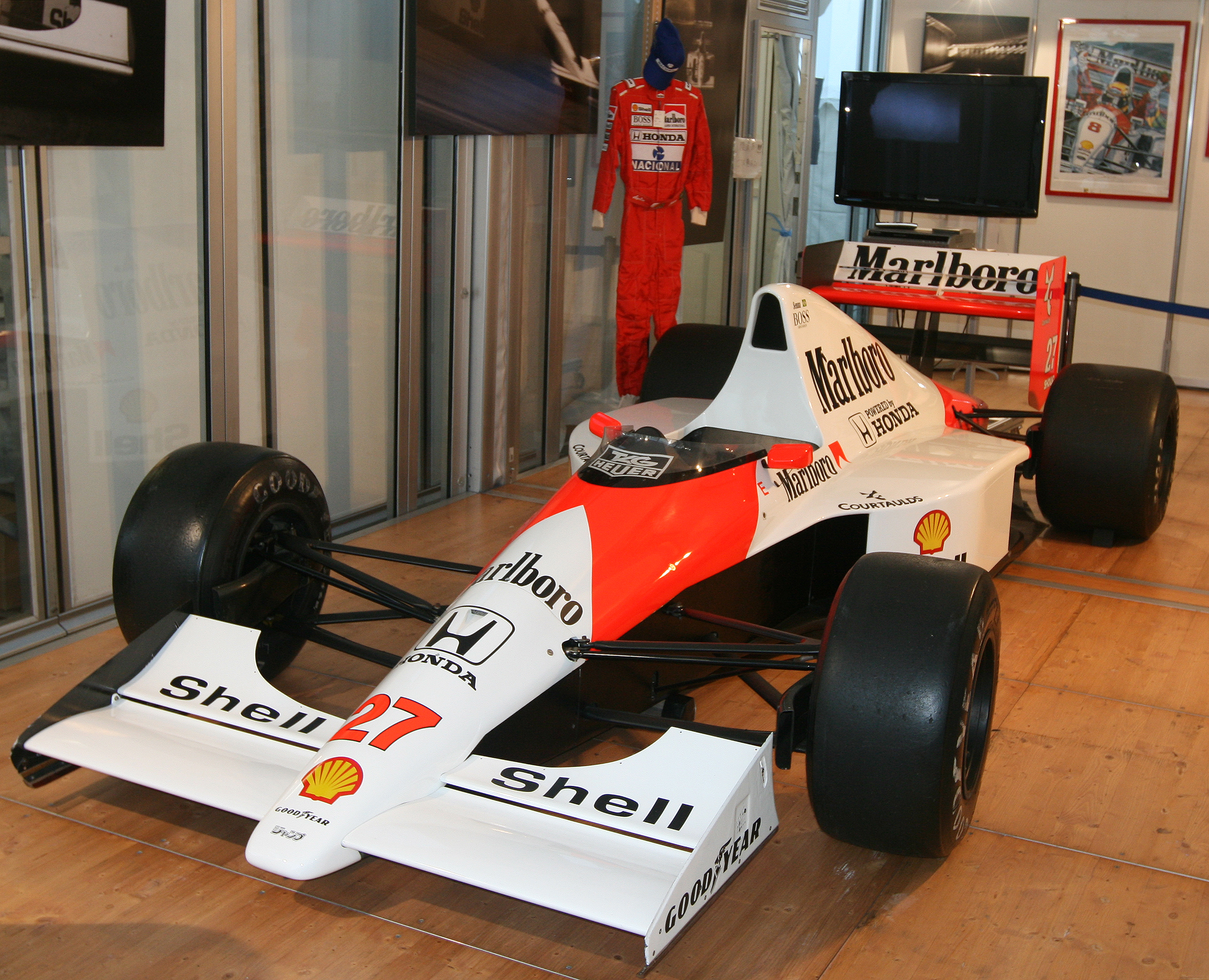
La McLaren MP4/5B con cui Senna vinse il suo secondo titolo mondiale

La polemica tra Senna e Balestre si risolse solo poco prima l'inizio della nuova stagione; alle scuse (via lettera) del Brasiliano seguì il ripristino della superlicenza da parte della federazione. Con l'arrivo di Berger al posto del francese, la situazione in McLaren si normalizzò, con Senna al centro del progetto tecnico del team. Tuttavia, il leitmotiv della stagione era sempre lo stesso: Prost contro Senna. A due gare dalla fine i due contendenti erano distaccati di sole nove lunghezze in favore del brasiliano. Suzuka era nuovamente la sede dello scontro decisivo; con Prost fuori dalla zona punti, Senna poteva fregiarsi del secondo titolo iridato.
Il brasiliano dominò le qualifiche proprio davanti all'acerrimo rivale, ma, al termine delle prove, l'attenzione si focalizzò sul posizionamento della prima casella di partenza. Senna infatti, chiese agli steward il riposizionamento della pole position sul lato più pulito della pista, dopo che questi avevano deciso di spostare i numeri dispari (compresa la prima posizione) sul lato sporco. La richiesta del pilota McLaren venne rigettata, con il brasiliano che accusò nuovamente Balestre di agire in favore di Prost.
Alla partenza, il pilota della Ferrari prese il comando, sfruttando il lato più pulito della pista. Arrivati alla prima curva, mentre il francese si accingeva a rallentare per impostare correttamente la traiettoria, Senna non alzò il piede dall'acceleratore, speronando Prost ad oltre 270 km/h. La corsa era finita per entrambi. La manovra del brasiliano destò grandi polemiche, ma la Fia, contrariamente a quanto fatto l'anno precedente, non sanzionò il pilota, considerando l'accaduto come un incidente di gara. Senna era campione del mondo per la seconda volta in carriera. Commentando l'episodio a caldo, il pilota brasiliano affermò, alludendo all'episodio dell'anno precedente: a volte le gare finiscono a sei giri dal termine, a volte alla prima curva. Un anno dopo, Senna ammise pubblicamente di aver provocato volontariamente l'incidente, affermando che in quel gesto avevano avuto una forte influenza il controverso episodio del 1989 ed il comportamento della federazione guidata da Jean Marie Balestre, a suo dire sostenitore di Prost.

##### 1991

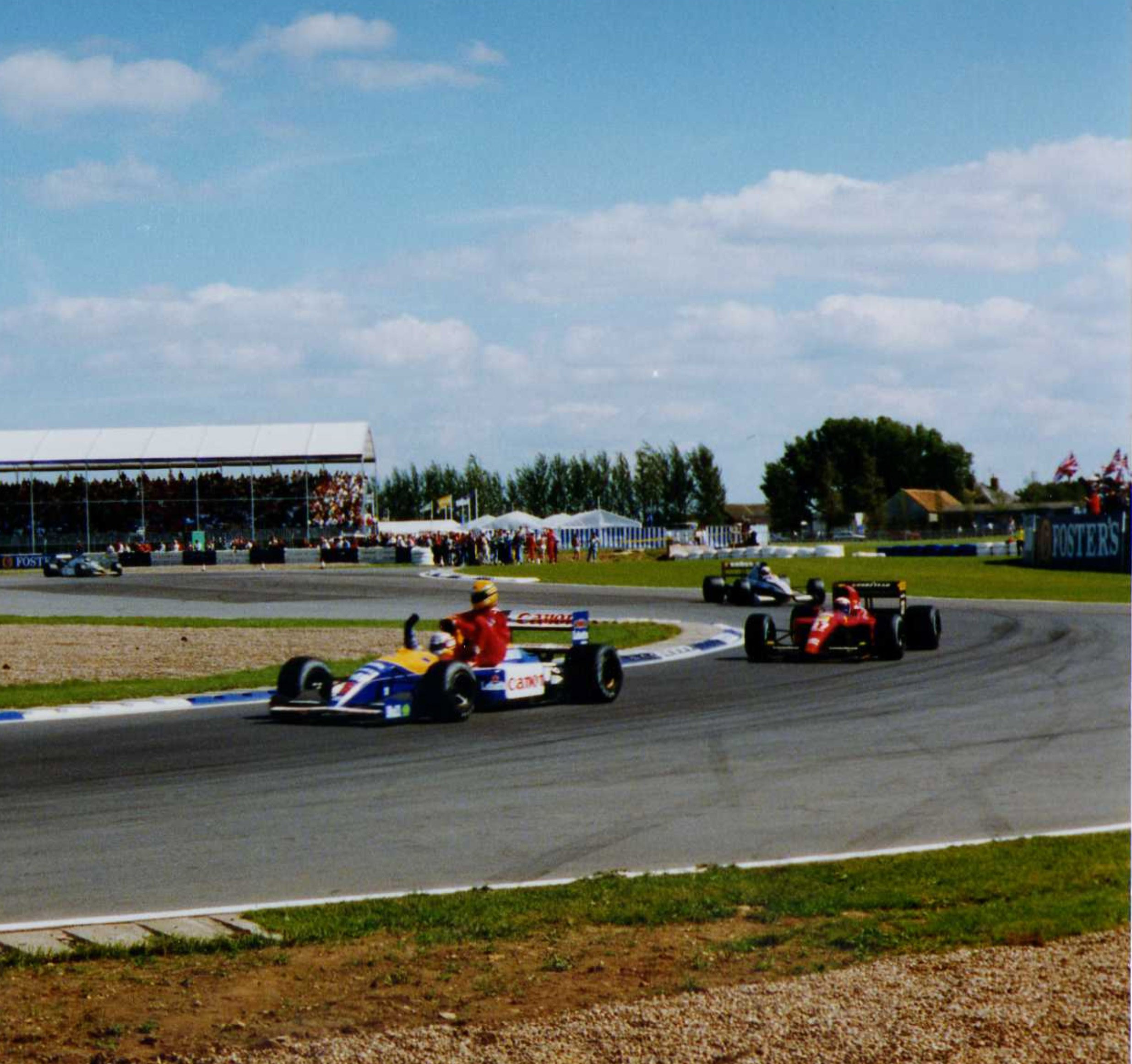
Senna prende un passaggio da Nigel Mansell al termine del Gran Premio di Gran Bretagna, dopo essere rimasto senza benzina nel corso dell'ultima tornata.

Scaduto il contratto triennale con la McLaren, Senna si trovò nelle condizioni di rinnovarlo ogni volta a durata annuale fino al 1993, poiché ogni anno fu caratterizzato da una serie d'incertezze sul suo futuro in Formula 1.
Nel 1991 Senna divenne campione del mondo per la terza volta in carriera. L'inizio di stagione fu decisivo per la vittoria del campionato; al trionfo sulla pista cittadina di Phoenix seguirono le vittorie ad Interlagos (la prima davanti al pubblico di casa), Imola e Monaco che, sommate ai problemi tecnici dei rivali, consentirono al brasiliano di prendere un margine rassicurante. Particolare fu la vittoria in Brasile; sul tracciato di Interlagos, il brasiliano dovette lottare con problemi al cambio dal 60º giro in poi, perdendo tutte le marce ad eccezione della sesta. Nonostante tutto vinse, riuscendo a gestire un vantaggio di 40 secondi su Patrese, ma a fine gara svenne a causa dell'immane stress fisico, accusando dolori lancinanti alle spalle e al collo.
Con il passare delle gare, tuttavia, il britannico Mansell al volante della Williams iniziò ad opporsi al dominio del pilota McLaren, ravvivando il campionato. Non appena lo sviluppo della vettura di Frank Williams si perfezionò, questa divenne la macchina da battere, con Mansell che in estate colse tre vittorie consecutive (Magny Cours, Silverstone e Hockenheim). Tuttavia, i trionfi di Senna a Budapest e Spa, sommati al clamoroso errore dei meccanici Williams durante il Gran Premio del Portogallo consentirono al brasiliano di incrementare, in maniera decisiva, il vantaggio nei confronti del pilota Inglese.

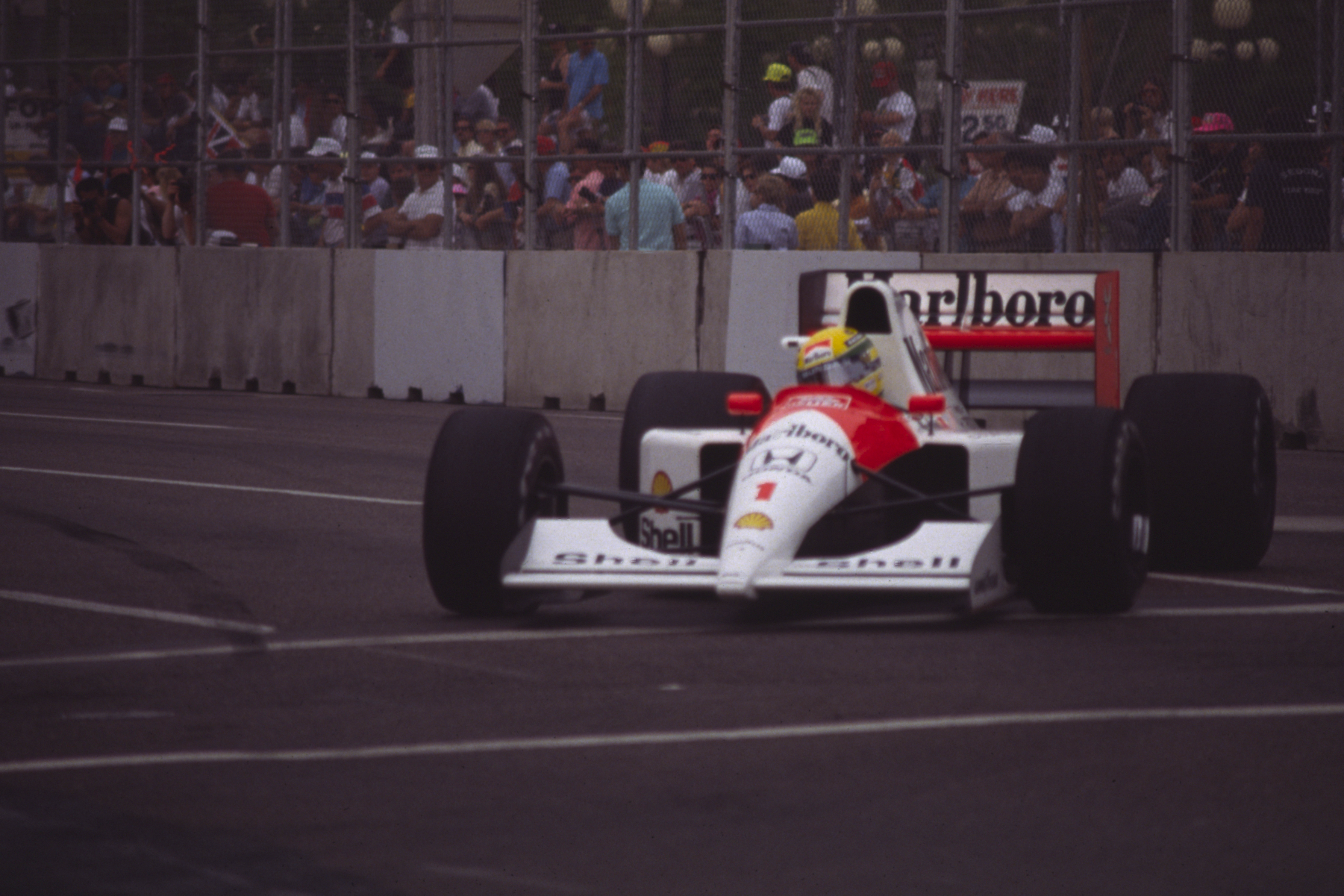
Senna nel corso del vittorioso Gran Premio degli Stati Uniti 1991

Il titolo arrivò alla penultima gara a Suzuka. Con Mansell obbligato a vincere, a Senna bastava un secondo posto per aggiudicarsi il mondiale. La lotta per il campionato si risolse nelle prime battute di gara, quando Mansell, nel tentativo di rimanere in scia a Senna, andò lungo alla prima curva, finendo nella ghiaia e dovendosi ritirare. Sicuro della vittoria, Senna rallentò nelle ultime fasi di gara, lasciando il successo al compagno Berger.
Da dimenticare invece la stagione per Prost alle prese con una Ferrari dimostratasi poco competitiva fin dalle prime gare; il francese non fu mai in grado di lottare per il titolo, venendo addirittura licenziato dalla scuderia di Maranello proprio al termine del Gran Premio di Suzuka, dopo aver pubblicamente definito la sua monoposto rossa un "camion".

##### 1992

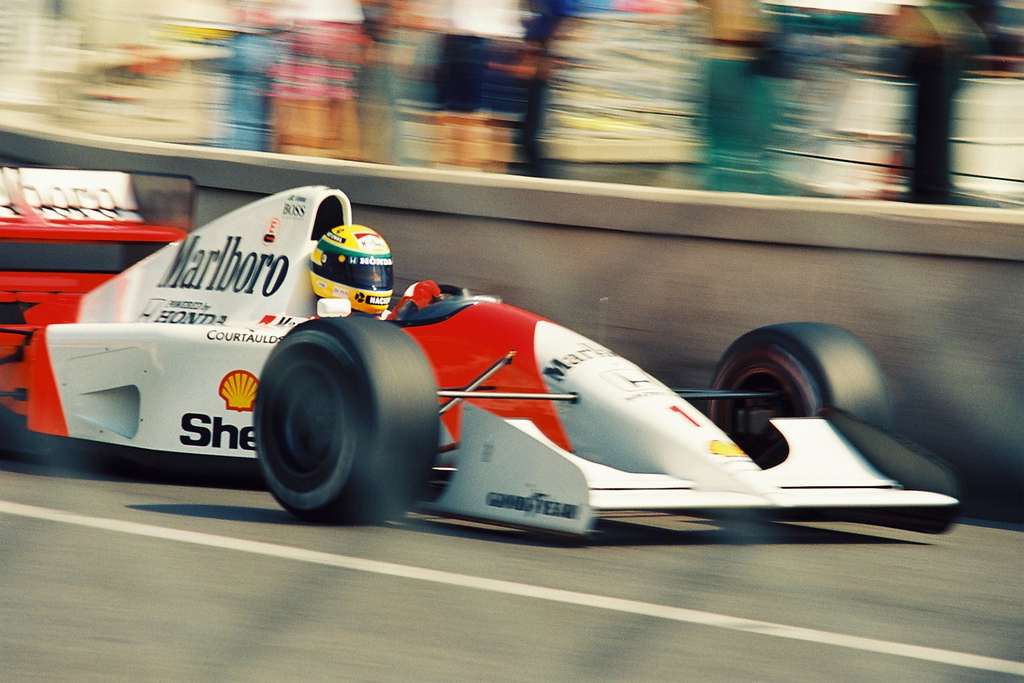
Senna al Gran Premio di Monaco 1992, vinto dopo un'intensa lotta con Mansell

Nel 1992 Senna e la McLaren non poterono nulla contro lo strapotere della Williams FW14B guidata da Nigel Mansell. Nelle prime cinque gare il brasiliano arrivò al traguardo solo due volte, terzo in Sudafrica ed a Imola, accusando in più occasioni problemi di affidabilità. La tardiva introduzione del cambio semiautomatico al volante oltre alla scelta sbagliata di adottare il nuovo motore Honda V12, impedirono a Senna di lottare per il titolo, relegandolo, al termine della stagione, in quarta posizione, dietro anche all'astro nascente della Benetton, Michael Schumacher.
Fu proprio con il giovane tedesco che Senna durante la stagione si ritrovò a discutere più volte. I rapporti tra i due si deteriorarono già in Brasile, secondo appuntamento stagionale, dove il tedesco accusò pubblicamente Senna di averlo ostacolato con comportamenti poco corretti, mentre in realtà, come ammesso dallo stesso brasiliano al termine della gara, la sua vettura soffriva di problemi di elettronica che causavano continui rallentamenti. Nel Gran Premio di Francia l'accusa cadde invece su Schumacher, dopo che questi tamponò nel corso del primo giro Senna, costringendolo al ritiro. Dopo l'interruzione della gara Senna, già in borghese, prese da parte il tedesco, spiegandogli il suo punto di vista riguardo ai rapporti con la stampa – alludendo a quanto era accaduto in Brasile – e con gli altri piloti.

Senna (al centro) festeggia sul podio di Monza la vittoria nel Gran Premio d'Italia 1992; alla sua sinistra, il terzo classificato e astro nascente Michael Schumacher, con cui il brasiliano si ritrovò più volte in conflitto nel corso della stagione

I contrasti degenerarono infine durante dei test ad Hockenheim, dove i due si sfiorarono più volte con le ruote in pista ed ai box arrivarono quasi alle mani. I problemi relativi alla competitività della McLaren e la decisione di abbandonare la Formula 1 da parte della Honda al termine della stagione, misero in discussione la permanenza di Senna nel team inglese, spingendolo ad intraprendere contatti con la Williams, che però furono interrotti dall'ingaggio di Prost (al rientro in Formula 1 dopo un anno sabbatico), che pose il veto su un eventuale ingaggio del brasiliano al suo fianco.
Si riaprì, inoltre, un dibattito sul possibile passaggio di Senna alla Ferrari, del quale già s'era ipotizzato prima d'inizio campionato 1988; durante il campionato 1990 ed appena dopo l'annuncio di dimissioni da parte di Nigel Mansell, Senna ebbe diversi colloqui direttamente con Cesare Fiorio che gli presentò un contratto permettendogli di collaborare per la Ferrari a partire dal campionato 1991, ma Alain Prost, già pilota di punta del Cavallino e venuto a conoscenza di quest'ingaggio, si precipitò a Torino direttamente presso la FIAT riuscendo a convincere Gianni Agnelli ad interrompere le trattative, data l'ancora accesa rivalità ed onde evitare di rivivere gli stessi disagi verificatisi anni prima in McLaren in relazione alle varie e passate controverse vicende (come quella avvenuta al Gran Premio del Giappone 1989) col pilota brasiliano. Pertanto il trasferimento a Maranello, nuovamente discusso sia per il campionato 1992 che 1993 ed entrambi respinti dallo stesso Senna poiché consapevole d'una Ferrari divenuta improvvisamente fragile ed incompetente, oltre alla presenza d'altri piloti sotto contratto, venne rimandato ad oltre il campionato 1994. Indeciso sul da farsi, Senna meditò anche il passaggio nella serie CART, ottenendo un test con il Team Penske del connazionale Emerson Fittipaldi sul Firebird International Raceway di Chandler, in Arizona: il test fu positivo, con Senna che fermò il cronometro sul 49.0 contro il 48.5 del ben più esperto Fittipaldi, alimentando sempre di più le voci su un possibile passaggio nel campionato nordamericano per l'anno successivo.

##### 1993

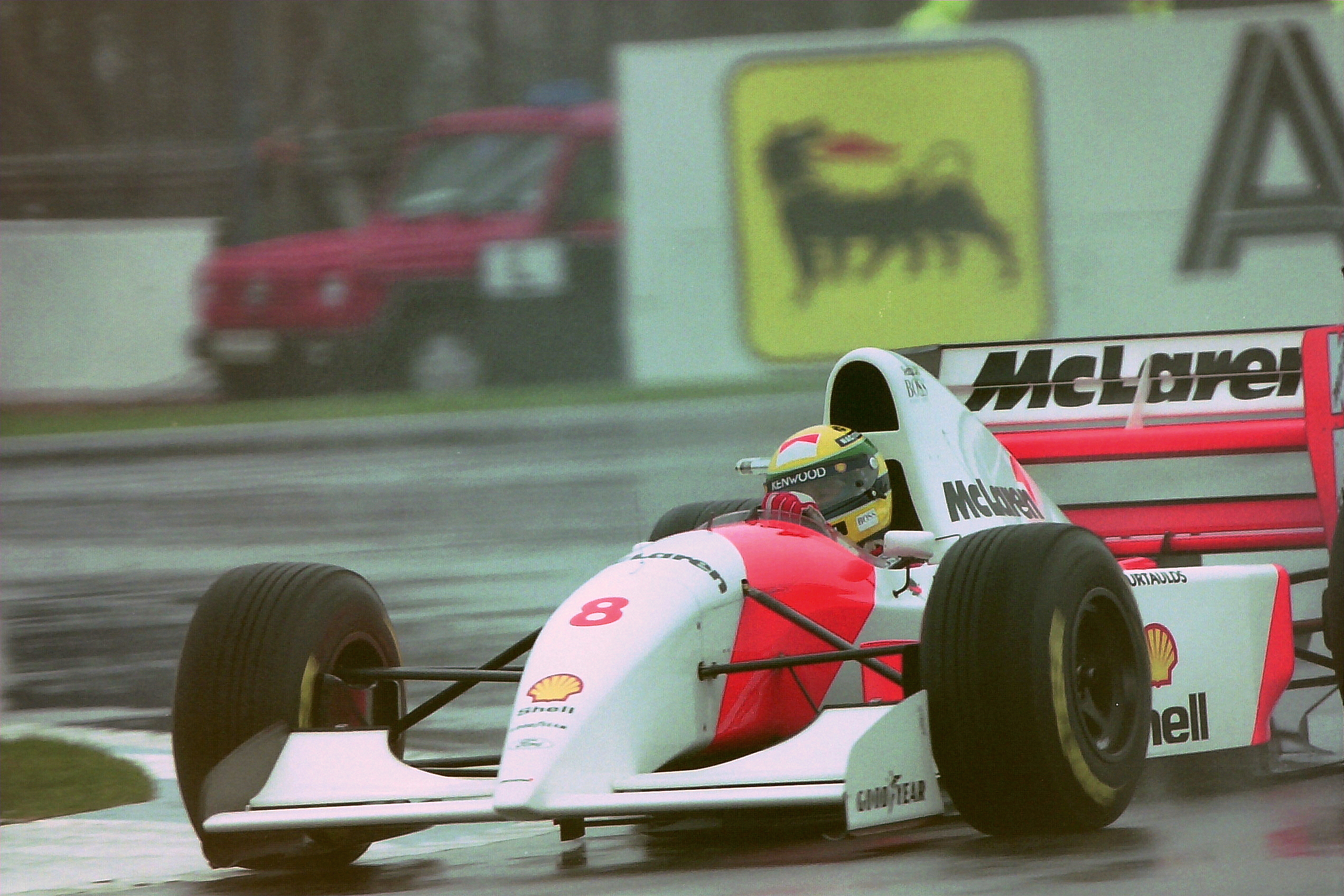
Senna fu protagonista a Donington di una prestazione di gran rilievo, imponendosi con oltre un minuto di distacco su Damon Hill.

Nei primi mesi dell'anno, dopo aver pensato al passaggio nella CART e quindi ad un eventuale ritiro dalla Formula 1, Senna decise di firmare un accordo in extremis con la McLaren. Il contratto, però, era a gettone: Senna avrebbe deciso di volta in volta se correre ed al termine di ogni Gran Premio gli spettava la cifra di un milione di dollari.
La Mclaren, nel frattempo, dopo l'uscita di scena della Honda, intavolò trattative per la fornitura dei motori con Renault e Lamborghini, ma alla fine decise di optare per i propulsori Ford. Senna venne affiancato dallo statunitense Michael Andretti, proveniente dal campionato CART, che prendeva il posto di Berger ritornato alla Ferrari.
Nonostante l'evidente inferiorità di mezzo e un rapporto con il team che andava sempre più deteriorandosi durante la stagione, la prima parte di campionato fu incredibilmente positiva, con Senna che colse tre vittorie, in Brasile, a Donington e a Monaco, che lo proiettarono in testa alla classifica davanti al suo eterno rivale Prost. In particolare, nella gara di Donington, Senna ottenne una delle vittorie più belle della sua carriera: sotto l'acqua effettuò quattro sorpassi nel solo primo giro e dominò la gara, dando quasi un minuto e mezzo di distacco al secondo, Damon Hill, e più di un giro a Prost.
A Monaco Senna colse invece la sua sesta vittoria nel principato (quinta consecutiva), superando il record di Graham Hill di cinque successi e diventando il pilota più vittorioso sul tracciato monegasco. Un mese dopo questo successo, tra l'altro, con grande stupore di Ron Dennis accettò un rinnovo del contratto fino al termine della stagione. Contemporaneamente, però, iniziò a trattare con la Williams il suo ingaggio per il 1994.
Nella seconda parte del campionato, tuttavia, Senna dovette lasciare spazio allo strapotere tecnico della Williams, con Prost che colse quattro vittorie consecutive e, approfittando delle disavventure meccaniche del brasiliano, riuscì a laurearsi per la quarta volta campione del mondo già a settembre sul tracciato portoghese dell'Estoril, dopo aver annunciato, nello stesso week end, il ritiro definitivo dalla Formula 1.
Senna riuscì a vincere le restanti gare della stagione 1993 a Suzuka e ad Adelaide, consolidando il secondo posto in classifica generale ai danni del pilota britannico della Williams Damon Hill. Al termine della corsa australiana, in particolare, Senna sorprese tutti complimentandosi con Prost nel Parc Fermé e abbracciandolo successivamente sul podio, quasi a voler celebrare la conclusione di una delle lotte sportive più intense degli ultimi anni.

#### Il passaggio alla Williams (1994)

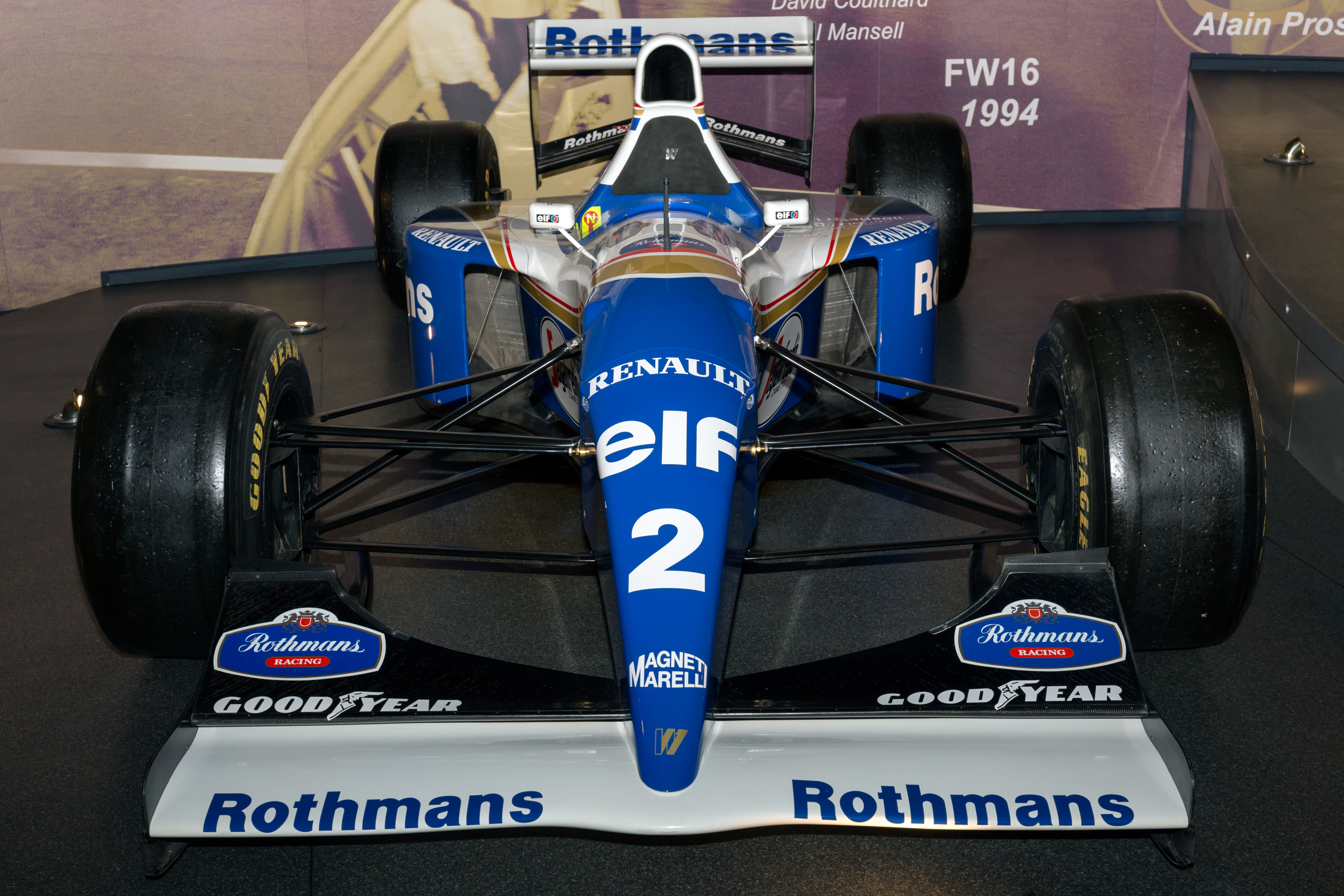
La Williams FW16 di Senna

Dopo la conquista dell'ultimo titolo iridato, Prost concluse la propria carriera e nel 1994 Senna lasciò la McLaren per trasferirsi proprio alla Williams campione del mondo in carica. Senna firmò un contratto che lo remunerava con più di 1 milione di dollari a gara (circa 20 milioni di dollari totali per tutta la stagione).
Da quell'anno il regolamento vietò tutti i dispositivi elettronici come le sospensioni attive e il controllo di trazione, punto di forza della scuderia nel 1992 (FW14B) e nel 1993 (FW15C). Con il nuovo regolamento, la Williams perse perciò competitività.
La monoposto progettata da Adrian Newey era anche troppo stretta nella zona dell'abitacolo, aspetto che influì negativamente sulla guida (lo stesso Senna, dopo le prime prove con la vettura, affermò: «Se mangio un panino non entro più in questa macchina»); il mezzo inoltre era instabile e difficile da guidare a causa dell'eliminazione dei dispositivi elettronici.
Senna cominciò i lavori di collaudo, ma sarebbe servito del tempo per risolvere tutti i problemi della vettura; fu con questi presupposti che cominciò il mondiale. Nelle prime due prove Senna conquistò due pole position, però in gara collezionò due ritiri (le due gare furono vinte da Michael Schumacher).
Il 27 aprile 1994, alla vigilia del Gran Premio di San Marino, incontrò il presidente della Ferrari Montezemolo, discutendo di un possibile approdo a Maranello dopo l'esperienza con la Williams.

### La morte e gli sviluppi successivi
Il 1º maggio 1994, mentre era in testa al Gran Premio di San Marino 1994 sul circuito di Imola, alle 14:17 perse il controllo della sua monoposto alla curva del Tamburello, uscì di pista e si schiantò contro una barriera di cemento riportando gravi ferite alla testa e morendo poi alle 18:40 all'ospedale Maggiore di Bologna. A seguito di indagini, perizie e processi sui motivi e le responsabilità dell'accaduto, venne giuridicamente appurato che causa dell'incidente fu la rottura dello sterzo, riconducibile ad una modifica mal eseguita  antecedentemente alla gara, che il pilota stesso avrebbe richiesto per avere una migliore posizione di guida. Un incidente con l'analoga dinamica era occorso due giorni prima durante le prove a Rubens Barrichello, che per fortuna ne uscì illeso, mentre andò molto peggio all'austriaco Roland Ratzenberger, che morì nel medesimo funesto weekend durante le qualifiche, schiantandosi ad oltre 300 km/h contro la curva intitolata a Gilles Villeneuve.

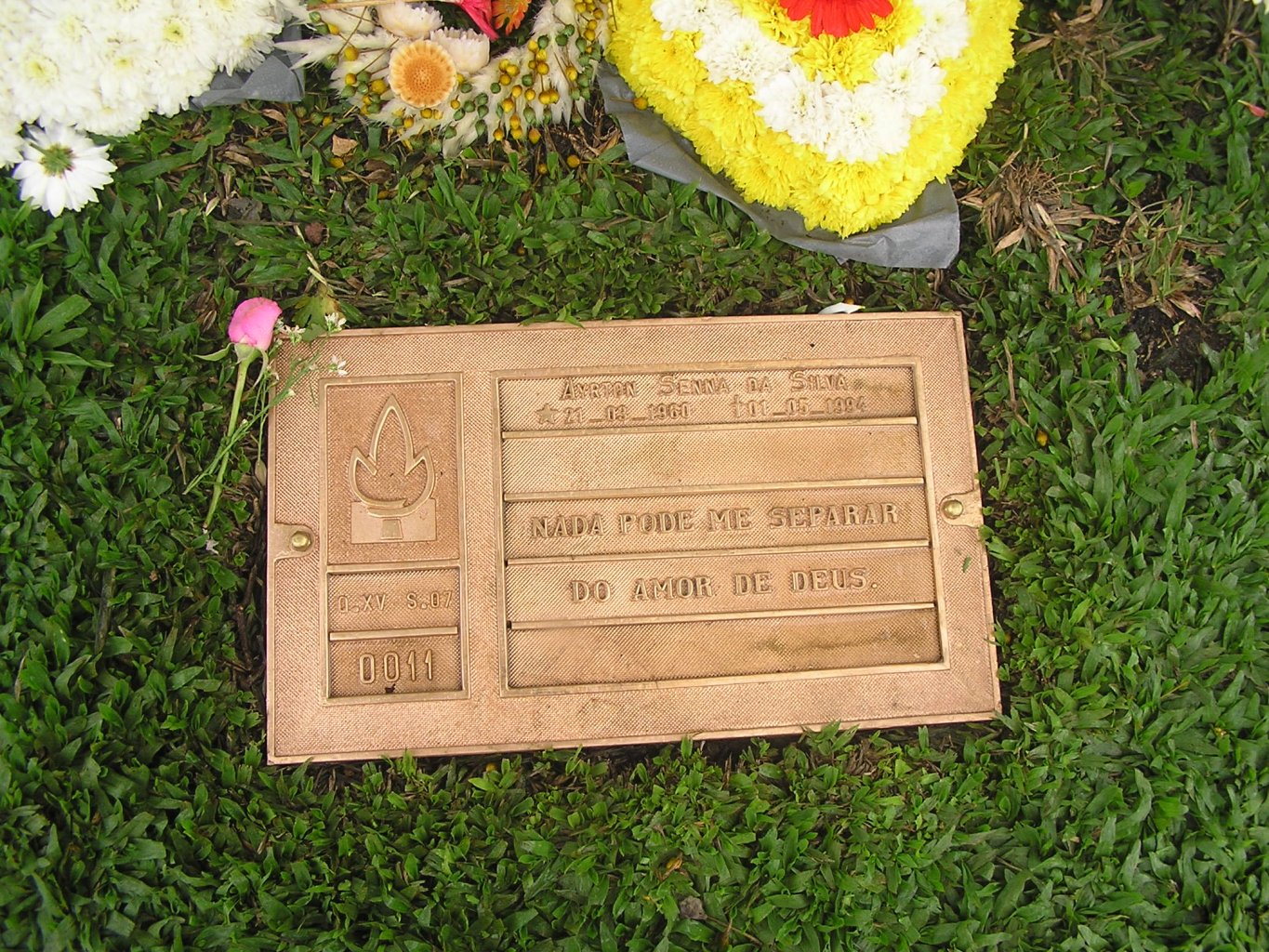
La tomba di Senna nel cimitero di Morumbi, con l'incisione: "Niente mi può separare dall'amore di Dio"

Questo evento segnò un punto di svolta nella sicurezza della Formula 1, spingendo all'implementazione di nuove misure di sicurezza sia sulle monoposto che nei circuiti.

## Vita privata
Senna si sposò una sola volta, nel 1981 con Lilian De Vasconcelos Souza, ex compagna di scuola, ma il matrimonio terminò dopo soli otto mesi. In seguito ebbe numerose relazioni, tra cui quelle con le showgirl Xuxa e Adriane Galisteu, con la top model e attrice statunitense Carol Alt e con l'italiana Cristina Pensa.
Amante dello sport in tutte le sue declinazioni e tra i primi piloti a dedicare tempo alla preparazione fisica, praticava corsa, tennis, bici, nuoto e jet ski. Era inoltre un aeromodellista e appassionato di volo: nel 1989 ebbe l'opportunità di volare sul caccia biposto Mirage III, all’epoca utilizzato dalla Força Aérea Brasileira.
Senna dichiarò più volte d'esser devoto al cattolicesimo; il suo rapporto profondo con la religione aveva radici lontane derivanti dalla sua famiglia, in particolar modo dall'educazione impartita dalla madre, di fede però evangelica. Nella sua valigetta personale portava sempre con sé la Bibbia e spesso ne leggeva passi. In un'intervista, dichiarò d'aver visto Dio accanto a lui sullo schieramento di partenza del Gran Premio del Giappone 1988. La mattina del 1º maggio 1994, poche ore prima del tragico incidente, riuscì a leggere un passo che diceva: Oggi Dio ti farà il suo dono più grande, Dio stesso. Sulla sua tomba, nel Cimitero di Morumbi a San Paolo, è scolpita una citazione tratta dalla Lettera dell'apostolo Paolo ai Romani 8,39: «Nada pode me separar do amor de Deus» (Niente mi può separare dall'amore di Dio).

## Beneficenza

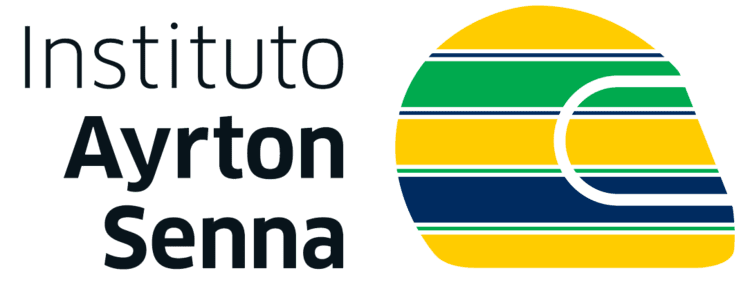
Il logo dell'Istituto Ayrton Senna

Ayrton Senna spesso dava in beneficenza parte dei guadagni accumulati grazie alla sua attività di pilota. La sua opera di carità venne rivelata soltanto dopo la sua morte dalla sorella Viviane. Nel testamento del campione brasiliano, inoltre, grosse somme furono destinate a opere di beneficenza. All'inizio del 1994, parlando con la sorella, Senna espresse la volontà di dar vita a un'organizzazione con l'obiettivo di aiutare i bambini poveri del Brasile, al fine di dare loro un'opportunità per il futuro.
Tale desiderio rivive oggi nella Fondazione Ayrton Senna, un ente senza scopo di lucro creato proprio dalla sorella Viviane nel novembre del 1994 e che dà la possibilità a molti ragazzi brasiliani poveri di ricevere un'adeguata educazione. L'istituto, dalla sua nascita, ha offerto supporto a centinaia di migliaia di assistiti presenti in tutto il Brasile, oltre ad essere stato insignito dall'UNESCO, nel 2004, di una cattedra incentrata sull'educazione e lo sviluppo umano, risultando la prima organizzazione non governativa a ricevere tale riconoscimento.

## Numeri e statistiche
Ayrton Senna ha preso il via in 161 GP (su 162 partecipazioni), cogliendo 41 vittorie (35 McLaren e 6 Lotus), 65 pole position (46 McLaren, 16 Lotus e 3 Williams), 19 giri più veloci (15 McLaren, 3 Lotus e 1 Toleman), 7 Hat Trick (6 McLaren e 1 Lotus), in gara e 610 punti iridati validi (su 614 totali).
È partito per 87 volte in prima fila e ha ottenuto 96 piazzamenti a punti, 80 dei quali sul podio, percorrendo 13672 km al comando di una corsa, vale a dire 2931 giri. Memorabili e ricche di pathos furono le sue vittorie commentate dal famoso telecronista brasiliano Galvão Bueno, che per Ayrton aveva un'autentica predilezione. Proprio Galvão commentò in diretta e con grande emozione, la gara in cui Ayrton perse la vita per la rete televisiva brasiliana Rede Globo.
Secondo uno studio condotto dalla Formula 1 in collaborazione con AWS, Senna risulta il pilota più veloce di sempre.
Inoltre, in un sondaggio condotto nel 2010 a cui hanno partecipato 217 piloti di Formula 1, Senna è stato votato come il più grande pilota di tutti i tempi.

## Risultati in Formula 1
| 1984 | Scuderia | Vettura        |     |   |   |    |     |   |   |     |     |   |     |     |     |  |     |   |  | Punti | Pos. |
| ---- | -------- | -------------- | --- | - | - | -- | --- | - | - | --- | --- | - | --- | --- | --- |  | --- | - |  | ----- | ---- |
| 1984 | Toleman  | TG183B e TG184 | Rit | 6 | 6 | NQ | Rit | 2 | 7 | Rit | Rit | 3 | Rit | Rit | Rit |  | Rit | 3 |  | 13    | 9º   |

| 1985 | Scuderia | Vettura |     |   |    |     |    |     |     |     |     |   |   |   |   |   |     |     |  | Punti | Pos. |
| ---- | -------- | ------- | --- | - | -- | --- | -- | --- | --- | --- | --- | - | - | - | - | - | --- | --- |  | ----- | ---- |
| 1985 | Lotus    | 97T     | Rit | 1 | 7* | Rit | 16 | Rit | Rit | 10* | Rit | 2 | 3 | 3 | 1 | 2 | Rit | Rit |  | 38    | 4º   |

| 1986 | Scuderia | Vettura |   |   |     |   |   |   |   |     |     |   |   |     |     |    |   |     |  | Punti | Pos. |
| ---- | -------- | ------- | - | - | --- | - | - | - | - | --- | --- | - | - | --- | --- | -- | - | --- |  | ----- | ---- |
| 1986 | Lotus    | 98T     | 2 | 1 | Rit | 3 | 2 | 5 | 1 | Rit | Rit | 2 | 2 | Rit | Rit | 4* | 3 | Rit |  | 55    | 4º   |

| 1987 | Scuderia | Vettura |     |   |     |   |   |   |   |   |   |   |   |   |   |     |   |    |  | Punti | Pos. |
| ---- | -------- | ------- | --- | - | --- | - | - | - | - | - | - | - | - | - | - | --- | - | -- |  | ----- | ---- |
| 1987 | Lotus    | 99T     | Rit | 2 | Rit | 1 | 1 | 4 | 3 | 3 | 2 | 5 | 2 | 7 | 5 | Rit | 2 | SQ |  | 57    | 3º   |

| 1988 | Scuderia | Vettura |    |   |     |   |   |   |   |   |   |   |   |     |   |   |   |   |  | Punti   | Pos. |
| ---- | -------- | ------- | -- | - | --- | - | - | - | - | - | - | - | - | --- | - | - | - | - |  | ------- | ---- |
| 1988 | McLaren  | MP4/4   | SQ | 1 | Rit | 2 | 1 | 1 | 2 | 1 | 1 | 1 | 1 | 10* | 6 | 4 | 1 | 2 |  | 90 (94) | 1º   |

| 1989 | Scuderia | Vettura |    |   |   |   |     |    |     |     |   |   |   |     |     |   |    |     |  | Punti | Pos. |
| ---- | -------- | ------- | -- | - | - | - | --- | -- | --- | --- | - | - | - | --- | --- | - | -- | --- |  | ----- | ---- |
| 1989 | McLaren  | MP4/5   | 11 | 1 | 1 | 1 | Rit | 7* | Rit | Rit | 1 | 2 | 1 | Rit | Rit | 1 | SQ | Rit |  | 60    | 2º   |

| 1990 | Scuderia | Vettura |   |   |     |   |   |     |   |   |   |   |   |   |   |     |     |     |  | Punti | Pos. |
| ---- | -------- | ------- | - | - | --- | - | - | --- | - | - | - | - | - | - | - | --- | --- | --- |  | ----- | ---- |
| 1990 | McLaren  | MP4/5B  | 1 | 3 | Rit | 1 | 1 | 20* | 3 | 3 | 1 | 2 | 1 | 1 | 2 | Rit | Rit | Rit |  | 78    | 1º   |

| 1991 | Scuderia | Vettura |   |   |   |   |     |   |   |    |    |   |   |   |   |   |   |   |  | Punti | Pos. |
| ---- | -------- | ------- | - | - | - | - | --- | - | - | -- | -- | - | - | - | - | - | - | - |  | ----- | ---- |
| 1991 | McLaren  | MP4/6   | 1 | 1 | 1 | 1 | Rit | 3 | 3 | 4* | 7* | 1 | 1 | 2 | 2 | 5 | 2 | 1 |  | 96    | 1º   |

| 1992 | Scuderia | Vettura         |   |     |     |    |   |   |     |     |     |   |   |   |   |   |     |     |  | Punti | Pos. |
| ---- | -------- | --------------- | - | --- | --- | -- | - | - | --- | --- | --- | - | - | - | - | - | --- | --- |  | ----- | ---- |
| 1992 | McLaren  | MP4/6B e MP4/7A | 3 | Rit | Rit | 9* | 3 | 1 | Rit | Rit | Rit | 2 | 1 | 5 | 1 | 3 | Rit | Rit |  | 50    | 4º   |

| 1993 | Scuderia | Vettura |   |   |   |     |   |   |     |   |    |   |     |   |     |     |   |   |  | Punti | Pos. |
| ---- | -------- | ------- | - | - | - | --- | - | - | --- | - | -- | - | --- | - | --- | --- | - | - |  | ----- | ---- |
| 1993 | McLaren  | MP4/8   | 2 | 1 | 1 | Rit | 2 | 1 | 18* | 4 | 5* | 4 | Rit | 4 | Rit | Rit | 1 | 1 |  | 73    | 2º   |

| 1994 | Scuderia | Vettura |     |     |     |  |  |  |  |  |  |  |  |  |  |  |  |  |  | Punti | Pos. |
| ---- | -------- | ------- | --- | --- | --- |  |  |  |  |  |  |  |  |  |  |  |  |  |  | ----- | ---- |
| 1994 | Williams | FW16    | Rit | Rit | Rit |  |  |  |  |  |  |  |  |  |  |  |  |  |  | 0     |      |

| Legenda | 1º posto     | 2º posto | 3º posto    | A punti         | Senza punti/Non class.  | Grassetto – Pole position Corsivo – Giro più veloce |
| Legenda | Squalificato | Ritirato | Non partito | Non qualificato | Solo prove/Terzo pilota | Grassetto – Pole position Corsivo – Giro più veloce |

* Non ha terminato, ma è stato classificato in quanto aveva completato più del 90% della distanza di gara.

## Confronto con i compagni di squadra
In tutte le stagioni in F1, tranne che nel 1989 e nel 1994 (anno della sua morte), Senna ha sempre totalizzato più punti rispetto ai suoi compagni di squadra. Nell'unico anno in cui fu sconfitto nello scontro diretto, fu superato dal francese Alain Prost di 16 punti (76-60). Va segnalato che anche l'anno precedente Senna ottenne meno punti di Prost, ma poiché il regolamento conteggiava i migliori undici risultati, Senna in quella stagione poté scartare meno punti del compagno e si aggiudicò il titolo iridato per 90-87 pur avendo totalizzato un minor numero di punti totali di Prost (94 a 105)
| Anno | Punti di Senna | Punti del compagno | Compagno di squadra |
| ---- | -------------- | ------------------ | ------------------- |
| 1984 | 13             | 0                  | Johnny Cecotto      |
| 1985 | 38             | 33                 | Elio De Angelis     |
| 1986 | 55             | 3                  | Johnny Dumfries     |
| 1987 | 57             | 7                  | Satoru Nakajima     |
| 1988 | 90 (94)        | 87 (105)           | Alain Prost         |
| 1989 | 60             | 76 (81)            | Alain Prost         |
| 1990 | 78             | 43                 | Gerhard Berger      |
| 1991 | 96             | 43                 | Gerhard Berger      |
| 1992 | 50             | 49                 | Gerhard Berger      |
| 1993 | 73             | 7                  | Michael Andretti    |
| 1993 | 73             | 4                  | Mika Häkkinen       |

## Nella cultura di massa
In ambito motoristico, nel 2018 la McLaren ha dedicato al suo ex pilota una supercar omonima. Inoltre, grazie all'amicizia tra Senna e l'imprenditore motociclistico Claudio Castiglioni, dal 1994 sia Ducati sia MV Agusta hanno lanciato a più riprese delle speciali edizioni "Senna" delle loro motociclette di punta.
In ambito mediatico, a Senna sono stati dedicati il film documentario Senna del 2010, diretto da Asif Kapadia, e la miniserie Senna del 2024, in cui il pilota brasiliano è interpretato dal connazionale Gabriel Leone. Infine in ambito musicale, a Senna è dedicata, tra le altre, la canzone Ayrton del 1996, incisa da Lucio Dalla.